# Cebon
Ne doit pas être confondu avec Marjane Group.
Cebon (en arabe : سيبون) est une entreprise familiale algérienne de type SARL, fondée en 1997, spécialisée dans la production de produits alimentaires sous la marque El Mordjene (المرجان).
L'entreprise connaît en 2024 un engouement pour ses pâtes à tartiner, grâce à TikTok.

## Historique

Logo de la marque El Mordjene.

Cebon, entreprise familiale de type SARL, est fondée en 1997.
Son siège social est situé à Tipaza et son usine se trouve à Oran.
Elle produit des produits alimentaires pour pâtisserie sous la marque El Mordjene comme des pâtes à tartiner,,, du miel, de la crème chantilly, des colorants alimentaires, de la graisse végétale, du sucre glace, de l'amidon de maïs, de la vanille, du cacao et des chocolats.

### Pâte à tartiner

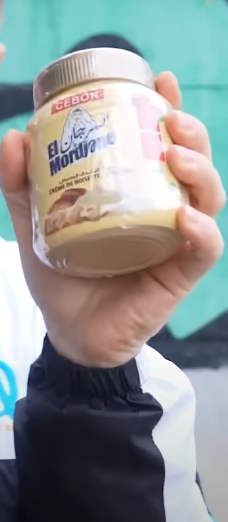
Un bocal de pâte à tartiner El Mordjene

En 2024, un buzz sur TikTok suscite un engouement pour les pâtes à tartiner de Cebon produites depuis 2021. Les produits sont vantés par des influenceurs algériens puis de la diaspora algérienne,. L'une des saveurs est comparée au Kinder Bueno, et une autre au Ferrero Rocher. Les pâtes sont aussi testées par d'autres influenceurs français. En France, où elle est vendue par certaines épiceries et importée dans le cadre du commerce du cabas,, elle se retrouve en rupture de stock. Cette forte demande provoque une hausse des prix en France.
Le 13 septembre 2024, son importation est interdite dans l'Union européenne sur la base du règlement no 2292/2022,, du fait qu'elle contient du lait, qui bien que produit en France, est transformé en Algérie. Le ministère français de l'Agriculture justifie cette interdiction, basée sur une « demande d'information » : « l'Algérie ne remplissant pas l'ensemble des conditions nécessaires pour permettre à un pays tiers d'exporter vers l'Union européenne des marchandises contenant des produits laitiers destinés à la consommation humaine dans le respect des exigences européennes en matière de santé animale et de sécurité sanitaire des aliments ». Une enquête est ouverte pour déterminer par quels biais ce produit a été importé en France. Selon Les Échos, le produit aurait été importé de manière frauduleuse à partir de 2023 avec des « déclarations erronées ». La veille du blocage de la cargaison, Carrefour a indiqué vouloir commercialiser le produit une fois qu'il aura passé les obstacles administratifs.
Profitant du buzz et alors que l'entreprise ne possède pas de boutique en ligne, de nombreux sites internet prétendant vendre le produit ou se présentant comme le site officiel de l'entreprise, tentent de soutirer de l'argent à leurs victimes grâce à leurs coordonnées bancaires fournies lors de l'achat.
Après son interdiction en Europe, la demande pour ce produit augmente au Québec, et il est également autorisé par le Food and Drug Administration. Il se diffuse aussi dans les pays arabes, de la Libye au Qatar, en passant par l'Irak. En France, une contrefaçon a été vendue. Par ailleurs, les épiceries qui vendent des lots importés illégalement en France risquent des amendes.

## Distinctions
La gamme de pâtes à tartiner est élue produit de l'année par un panel de consommateurs algériens en 2022, 2023 et 2024.
Le groupe Uber Eats a classé la pâte à tartiner El Mordjene parmi les trois principales tendances de l'année 2024, avec le Franui et le chocolat Dubaï.